# Дроботов, Анатолий Иванович
Анато́лий Ива́нович Дроботов (укр. Анатолій Іванович Дроботов; род. 21 мая 1951, Старые Кодаки, Днепропетровская область) — украинский политик. Премьер-министр Крыма (1995). Народный депутат Украины двух созывов.

## Биография
Родился 21 мая 1951 года в селе Старые Кодаки Днепропетровской области. По национальности — русский.
В 1970 году начал трудовую деятельность, работая электриком в колхозе им. Жданова Симферопольского района. С 1970 года по 1972 год проходил срочную службу в Советской армии. Затем вернулся в колхоз им. Жданова, где работал электриком, механиком и заведующим гаражом. В 1982 году стал заместителем председателя колхоза им. Ленина Симферопольского района. В 1984 году окончил Крымский сельскохозяйственный институт (ныне аграрный университет), где стал учёным-агрономом. В 1985 году повысился в должности и стал председателем колхоза им. Ленина. С 1995 года по 1996 год являлся председателем правления данного колхоза.
На выборах в Верховную раду Украины 1994 года Анатолий Дроботов победил на избирательном округе № 033 в Сакском районе от Коммунистической партии Украины и попал в парламент.
В ноябре 1994 года стал министром сельского хозяйства и продовольствия Крыма. 22 марта 1995 года крымский парламент отправил в отставку Премьер-министра Крыма Анатолия Франчука и назначил на эту должность Анатолия Добротова, по предложению председателя Верховного Совета Автономной Республики Крым Сергея Цекова. Бывший вице-премьер Крыма Андрей Сенченко назвал Дроботова — «проходной фигурой». Так как Анатолий Дроботов не мог попасть в свой кабинет, руководил правительством вице-премьер Аркадий Демиденко. 31 марта Анатолий Иванович ушёл в отставку и премьером вновь стал Франчук. Дроботов находился самый короткий срок в должности Премьер-министра Крыма — 9 дней, среди всех крымских премьеров.
3 апреля 1995 года Верховный Совет Крыма принял отставку Дроботова по собственному желанию с поста министра сельского хозяйства и продовольствия. Анатолий Иванович заявил, что не желает работать в правительстве Франчука, так как оно довело «экономическую ситуацию в Крыму до грани катастрофы».
В Верховной раде второго созыва являлся депутатом от избирательного блока Социалистической партии и Селянской партии «За правду, за народ, за Украину!», где был 18 номером в списке. Входил в государственный кадровый резерв ВРУ. В этом созыве парламента являлся членом комитета по вопросам аграрной политики и земельных отношений. В ноябре 2000 года вошёл депутатское объединение «Селяне Украины», выйдя из депутатской группы «Солидарность».
На выборах 2002 года в крымский парламент Дроботов шёл по списку «Блока Грача» в мажоритарном 95 округе Симферопольского района. В ноябре 2005 года был Дроботов был исключён из «Селянской партии», а также снят с руководства крымского отделения партии. Однако на выборы в Верховную раду 26 марта 2006 года он пошёл от «Селянской партии», под третьим номером. Также Дробтов участвовал в выборах в Верховный Совет Автономной Республики Крым от блока «За Крым!» под 4-м номером. По результатам выборов в Верховную раду Украины партия Дроботова заняла 19-е место, набрав 0,31 % голосов и не прошла в парламент. На выборах в крымский парламент блок «За Крым» также не преодолел барьер в 3 %.
На досрочных выборах 30 сентября 2007 года в Верховную раду Анатолий Иванович баллотировался от блока «Всеукраинская громада» под № 15. Всеукраинская громада также не прошла в парламент, став предпоследней в избирательной гонке. В марте 2009 года стал председателем партии «Возрождения украинского села», которая в июле сменила название на «Партию селян». В августе 2009 года лидер Прогрессивной социалистической партии Украины Наталья Витренко потребовала отставки Дроботова с поста председателя «Партии Селян». Так как, по мнению Витренко, Анатолий Дроботов стал препятствовать созданию блока «Партии Селян» и ПСПУ.

## Награды
- Заслуженный работник сельского хозяйства Украины (1997)[2]

## Личная жизнь
Супруга Татьяна Борисовна Дроботова (род. 1962) — судья Высшего хозяйственного суда Украины, заслуженный юрист Украины, кандидат юридических наук.
Двое детей. Сын Сергей Дроботов — офицер Управления военной контрразведки СБУ.